# Xian de Lipu
Pour les articles homonymes, voir Lipu.
Le xian de Lipu (荔浦县 ; pinyin : Lìpǔ Xiàn) est un district administratif de la région autonome du Guangxi en Chine. Il est placé sous la juridiction de la ville-préfecture de Guilin.

## Démographie
La population du district était de 374 169 habitants en 2010.